# Liga Uruguaya de Básquetbol 2023-24
La Liga Uruguaya de Básquetbol de 2023-24 es la XXI edición de la competencia de más alta categoría entre clubes de básquetbol de Uruguay organizada por la FUBB.
En esta edición vuelve a descender el número de equipos participantes, a un total de 12 equipos, debido a que Tabaré desistió de participar del torneo, perdiendo su ascenso y descendiendo automáticamente hacia la próxima temporada de la segunda categoría (Liga Uruguaya de Ascenso).

## Modo de Disputa[1]
El torneo comenzara con el Torneo Clasificatorio, donde se jugaran dos ruedas todos contra todos. 
Los seis primeros se clasificarán a los Play-Offs, pero se ordenarán disputando la Rueda por el Título, que se jugara a dos ruedas. 
Mientras tanto, aquellos que queden en las últimas seis posiciones, disputaran la Rueda Reclasificatorio, que también se jugara a dos ruedas. Los equipos que queden en las dos últimas posiciones, descenderán a la Liga Uruguaya de Ascenso. El resto de los equipos (7.º, 8.º, 9.º y 10.º) jugarán los Play-In ante equipos procedentes de la Organización del Basquetbol del Interior.
Los Play In comenzarán disputándose entre los 2 equipos de la Organización del Basquetbol del Interior y, el 9.º y 10.º del Torneo Reclasificatorio. Los vencedores, avanzarán a la siguiente fase, donde se enfrentaran al 7.º y 8.º del Torneo Reclasificatorio. Aquellos que ganen estos encuentros conseguirán un lugar en los Play-Offs. Los encuentros por Play-In, serán al mejor de 3 partidos.
Luego de los Play-In, comenzaran a desarrollarse los Play-Offs, con sus respectivos Cuartos de Final, Semifinales y Finales.
Los Cuartos de Final y las Semifinales, serán al mejor de 5 partidos. Mientras que la Final, será al mejor de 7 partidos.

## Equipos participantes
| Club   | Ascendido por                               |
| ------ | ------------------------------------------- |
| Cordón | Campeón de la Liga Uruguaya de Ascenso 2022 |

| Club                  | Descendido por                                        |
| --------------------- | ----------------------------------------------------- |
| Urunday Universitario | 12.º lugar en la Liga Uruguaya de Básquetbol 2022-23  |
| Olimpia               | 13.er lugar en la Liga Uruguaya de Básquetbol 2022-23 |

### Información Equipos
| Equipo            | Ciudad     | Gimnasio                           | Capacidad | Fundación                | Temporadas | Ligas | Subtítulos | 2022-23          |
| ----------------- | ---------- | ---------------------------------- | --------- | ------------------------ | ---------- | ----- | ---------- | ---------------- |
| Aguada            | Montevideo | Gimnasio Aguada                    | 1.635     | 28 de febrero de 1922    | 19         | 3     | 3          | Play-In          |
| Biguá             | Montevideo | Gimnasio Biguá                     | 1.200     | 14 de abril de 1931      | 19         | 4     | 2          | Semifinales      |
| Cordón            | Montevideo | "Gimnasio Julio Zito"              | 1.000     | 8 de mayo de 1944        | 10         | 0     | 0          | Ascenso          |
| Defensor Sporting | Montevideo | ''Gimnasio Óscar Magurno''         | 800       | 14 de septiembre de 1910 | 20         | 2     | 4          | Cuartos de final |
| Goes              | Montevideo | ''Gimnasio Plaza de las Misiones'' | 1.800     | 10 de abril de 1934      | 12         | 0     | 0          | Play-In          |
| Hebraica Macabi   | Montevideo | Gimnasio Unión Atlética            | 1.100     | 25 de mayo de 1939       | 16         | 4     | 1          | Campeón          |
| Larre Borges      | Montevideo | ''Gimnasio Romeo Schinca''         | 900       | 17 de julio de 1927      | 9          | 0     | 0          | Cuartos de final |
| Malvín            | Montevideo | ''Gimnasio Juan Francisco Canil''  | 900       | 28 de enero de 1938      | 19         | 5     | 3          | Semifinales      |
| Nacional          | Montevideo | Polideportivo Gran Parque Central  | 800       | 14 de mayo de 1899       | 8          | 0     | 2          | Subcampeón       |
| Peñarol           | Montevideo | Palacio Cr. Gastón Güelfi          | 4.500     | 28 de septiembre de 1891 | 4          | 0     | 1          | Cuartos de final |
| Trouville         | Montevideo | Gimnasio Club Trouville            | 780       | 1 de abril de 1922       | 20         | 1     | 1          | Play-In          |
| Urupan            | Pando      | ''Gimnasio Santiago A. Cigliuti''  | 1.000     | 30 de enero de 1924      | 3          | 0     | 0          | Cuartos de final |

| Equipo  | Ciudad   | Gimnasio                          | Fundación |
| ------- | -------- | --------------------------------- | --------- |
| Racing  | Mercedes | Gimnasio Club Remeros de Mercedes | 1937      |
| Remeros | Mercedes | Gimnasio Club Remeros de Mercedes | 1925      |

## Torneo Clasificatorio

### Desarrollo
| Local/Visitante                                                               | AGU    | BIG    | COR   | DFS   | GOE    | HYM    | LAB    | MAL    | NAC     | PEÑ   | TRO    | URU    |
| ----------------------------------------------------------------------------- | ------ | ------ | ----- | ----- | ------ | ------ | ------ | ------ | ------- | ----- | ------ | ------ |
| Aguada                                                                        |        | 107-85 | 78-75 | 92-77 | 105-91 | 96-86  | 94-86  | 87-85  | 105-111 | 77-76 | 81-69  | 91-58  |
| Biguá                                                                         | 81-94  |        | 71-66 | 87-82 | 94-91  | 67-80  | 94-61  | 89-75  | 101-94  | 81-87 | 97-82  | 79-84  |
| Cordón                                                                        | 70-89  | 77-72  |       | 74-76 | 80-71  | 70-87  | 81-66  | 75-69  | 65-98   | 67-75 | 83-97  | 64-57  |
| Defensor Sporting                                                             | 85-70  | 96-86  | 75-67 |       | 84-80  | 78-84  | 92-77  | 85-82  | 91-99   | 72-79 | 88-84  | 78-67  |
| Goes                                                                          | 74-75  | 91-86  | 75-84 | 73-87 |        | 76-75  | 80-64  | 76-78  | 92-98   | 77-62 | 85-93  | 74-80  |
| Hebraica y Macabi                                                             | 84-79  | 93-59  | 55-66 | 70-64 | 85-69  |        | 94-78  | 105-99 | 99-107  | 73-90 | 102-85 | 93-90  |
| Larre Borges                                                                  | 83-104 | 80-106 | 83-79 | 75-85 | 80-83  | 88-83  |        | 89-96  | 82-94   | 52-57 | 84-90  | 100-88 |
| Malvín                                                                        | 77-87  | 73-84  | 78-62 | 73-75 | 92-76  | 84-90  | 103-70 |        | 83-84   | 83-82 | 92-70  | 88-73  |
| Nacional                                                                      | 77-68  | 71-67  | 86-61 | 65-72 | 111-61 | 66-101 | 95-67  | 84-79  |         | 77-97 | 83-81  | 91-78  |
| Peñarol                                                                       | 88-87  | 92-90  | 65-75 | 81-64 | 90-65  | 73-52  | 89-62  | 82-58  | 79-68   |       | 88-52  | 90-64  |
| Trouville                                                                     | 82-90  | 92-83  | 57-72 | 77-92 | 90-83  | 93-74  | 93-75  | 75-82  | 79-99   | 83-91 |        | 53-85  |
| Urupan                                                                        | 74-111 | 90-99  | 63-82 | 77-88 | 85-87  | 80-98  | 97-82  | 79-61  | 89-74   | 64-89 | 88-84  |        |
| Última actualización: 18 de Marzo de 2024. Fuente: FUBB                       |        |        |       |       |        |        |        |        |         |       |        |        |
| Referencia de Colores: Verde = Victoria Locataria / Rojo = Victoria Visitante |        |        |       |       |        |        |        |        |         |       |        |        |

### Tabla de posiciones
| Pos. | Equipo            | PJ | PG | PP | P+   | P-   | Dif. | Pts. | Clasificación          |
| --- | ----------------- | -- | -- | -- | ---- | ---- | ---- | ---- | ---------------------- |
| 1.° | Peñarol           | 22 | 18 | 4  | 1802 | 1543 | 259  | 40   | Rueda por el Titúlo    |
| 2.° | Aguada            | 22 | 17 | 5  | 1967 | 1774 | 193  | 39   | Rueda por el Titúlo    |
| 3.° | Nacional          | 22 | 16 | 6  | 1932 | 1797 | 135  | 38   | Rueda por el Titúlo    |
| 4.° | Defensor Sporting | 22 | 15 | 7  | 1786 | 1719 | 67   | 37   | Rueda por el Titúlo    |
| 5.° | Hebraica y Macabi | 22 | 14 | 8  | 1863 | 1757 | 106  | 37   | Rueda por el Titúlo    |
| 6.° | Cordón            | 22 | 10 | 12 | 1595 | 1643 | -48  | 32   | Rueda por el Titúlo    |
| 7.° | Biguá             | 22 | 10 | 12 | 1858 | 1858 | 0    | 32   | Rueda Reclasificatorio |
| 8.° | Malvín            | 22 | 9  | 13 | 1790 | 1779 | 11   | 31   | Rueda Reclasificatorio |
| 9.° | Trouville         | 22 | 7  | 15 | 1761 | 1897 | -136 | 29   | Rueda Reclasificatorio |
| 10.° | Urupan            | 22 | 7  | 15 | 1710 | 1856 | -146 | 29   | Rueda Reclasificatorio |
| 11.° | Goes*             | 22 | 6  | 16 | 1730 | 1878 | -148 | 25   | Rueda Reclasificatorio |
| 12.° | Larre Borges      | 22 | 3  | 19 | 1684 | 1977 | -293 | 25   | Rueda Reclasificatorio |
| Última actualización: 18 de Marzo de 2024. Fuente: FUBB *Goes inicio el Torneo con una sanción disciplinaria, por lo cual comenzó con -3 en la Tabla de Posiciones |                   |    |    |    |      |      |      |      |                        |

## Rueda por el Título

### Desarrollo
| Local/Visitante                                                               | AGU    | COR   | DFS    | HYM    | NAC    | PEÑ   |
| ----------------------------------------------------------------------------- | ------ | ----- | ------ | ------ | ------ | ----- |
| Aguada                                                                        |        | 82-88 | 82-77  | 92-74  | 103-89 | 77-82 |
| Cordón                                                                        | 74-97  |       | 79-89  | 0-20   | 86-67  | 68-84 |
| Defensor Sporting                                                             | 91-85  | 79-60 |        | 92-76  | 58-95  | 67-83 |
| Hebraica y Macabi                                                             | 86-113 | 91-88 | 103-96 |        | 52-93  | 82-99 |
| Nacional                                                                      | 83-87  | 69-61 |        | 66-101 |        | 94-78 |
| Peñarol                                                                       | 81-82  | 90-81 | 69-72  | 99-74  | 63-67  |       |
| Última actualización: 24 de Abril de 2024. Fuente: FUBB                       |        |       |        |        |        |       |
| Referencia de Colores: Verde = Victoria Locataria / Rojo = Victoria Visitante |        |       |        |        |        |       |

### Tabla de posiciones
| Pos.                                                    | Equipo            | PJ | PG | PP | P+   | P-   | Dif. | Pts. | Clasificación |
| ------------------------------------------------------- | ----------------- | -- | -- | -- | ---- | ---- | ---- | ---- | ------------- |
| 1.°                                                     | Peñarol           | 32 | 24 | 8  | 2630 | 2307 | 323  | 56   | Play-Offs 1   |
| 2.°                                                     | Aguada            | 32 | 24 | 8  | 2867 | 2599 | 268  | 56   | Play-Offs 2   |
| 3.°                                                     | Nacional          | 31 | 21 | 10 | 2668 | 2468 | 200  | 52   | Play-Offs 3   |
| 4.°                                                     | Defensor Sporting | 31 | 20 | 11 | 2507 | 2451 | 56   | 51   | Play-Offs 4   |
| 5.°                                                     | Hebraica y Macabi | 32 | 18 | 14 | 2604 | 2608 | -4   | 50   | Play-Offs 5   |
| 6.°                                                     | Cordón            | 32 | 12 | 19 | 2280 | 2411 | -131 | 43   | Play-Offs 6   |
| Última actualización: 24 de Abril de 2024. Fuente: FUBB |                   |    |    |    |      |      |      |      |               |

## Rueda Reclasificatorio

### Desarrollo
| Local/Visitante                                                               | BIG     | GOE    | LAB   | MAL   | TRO   | URU   |
| ----------------------------------------------------------------------------- | ------- | ------ | ----- | ----- | ----- | ----- |
| Biguá                                                                         |         | 91-85  |       | 81-82 | 76-87 | 83-73 |
| Goes                                                                          | 77-87   |        | 20-0  | 87-92 | 0-20  | 73-79 |
| Larre Borges                                                                  | 109-111 | 81-102 |       | 0-20  | 0-20  | 72-84 |
| Malvín                                                                        | 103-91  |        | 86-62 |       | 81-71 | 92-84 |
| Trouville                                                                     | 73-67   | 67-80  | 92-65 | 82-90 |       |       |
| Urupan                                                                        | 87-78   | 78-92  | 20-0  | 78-93 | 87-95 |       |
| Última actualización: 4 de Abril de 2024. Fuente: FUBB                        |         |        |       |       |       |       |
| Referencia de Colores: Verde = Victoria Locataria / Rojo = Victoria Visitante |         |        |       |       |       |       |

### Tabla de posiciones
| Pos. | Equipo         | PJ | PG | PP | P+   | P-   | Dif. | Pts. | Clasificación            |
| --- | -------------- | -- | -- | -- | ---- | ---- | ---- | ---- | ------------------------ |
| 1.° | Malvín         | 31 | 18 | 13 | 2529 | 2415 | 114  | 49   | Play-In 1                |
| 2.° | Biguá          | 31 | 14 | 17 | 2623 | 2634 | -11  | 45   | Play-In 2                |
| 3.° | Trouville      | 31 | 13 | 18 | 2368 | 2443 | -75  | 44   | Play-In 3                |
| 4.° | Urupan         | 31 | 11 | 20 | 2380 | 2534 | -154 | 42   | Play-In 4                |
| 5.° | Goes* (***)    | 31 | 10 | 20 | 2346 | 2473 | -127 | 36   | Liga Uruguaya de Ascenso |
| 6.° | Larre Borges** | 31 | 3  | 24 | 2073 | 2532 | -419 | 26   | Liga Uruguaya de Ascenso |
| Última actualización: 4 de Abril de 2024. Fuente: FUBB *Goes inicio el Torneo con una sanción disciplinaria, por lo cual comenzó con -3 en la Tabla de Posiciones **Larre Borges como equipo decidió no participar más de la Liga Uruguaya de Básquetbol, por ende no jugara la Segunda Ronda del Reclasificatorio y queda descendido a la Liga Uruguaya de Ascenso. (****) Goes como equipo decidió no participar más de la Liga Uruguaya de Básquetbol, por no tener ningún objetivo en lo que resta del torneo, por ende no jugara los últimos partidos que le quedan por la Segunda Ronda del Reclasificatorio y queda descendido a la Liga Uruguaya de Ascenso. Aclaración: Con la decisión de Goes y Larre Borges, la Liga Uruguaya de Básquetbol decidió que no se disputara la última fecha del Reclasificatorio, dando el torneo por terminado. |                |    |    |    |      |      |      |      |                          |

## Play-In
| Equipo 1                                               | Serie | Equipo 2            | 1.º Juego | 2.º Juego | 3.º Juego |
| ------------------------------------------------------ | ----- | ------------------- | --------- | --------- | --------- |
| Trouville                                              | 2-1   | Racing de Mercedes  | 90-81     | 70-85     | 85-83     |
| Urupan                                                 | 2-0   | Remeros de Mercedes | 90-81     | 81-74     |           |
| Última Actualización: 13 de Abril de 2024 Fuente: FUBB |       |                     |           |           |           |

| Equipo 1                                               | Serie | Equipo 2  | 1.º Juego | 2.º Juego | 3.º Juego | Clasificación |
| ------------------------------------------------------ | ----- | --------- | --------- | --------- | --------- | ------------- |
| Malvín                                                 | 2-1   | Urupan    | 88-86     | 74-99     | 77-68     | Play-Offs 7   |
| Biguá                                                  | 1-2   | Trouville | 76-79     | 81-70     | 79-81     | Play-Offs 8   |
| Última Actualización: 23 de Abril de 2024 Fuente: FUBB |       |           |           |           |           |               |

## Play-offs
|  | Cuartos de final (M5) | Cuartos de final (M5) | Cuartos de final (M5) |                   |   | Semifinales (M5) | Semifinales (M5) | Semifinales (M5) |  |   | Finales (M7) | Finales (M7) | Finales (M7) |  |
|  |                       |                       |                       |                   |   |                  |                  |                  |  |   |              |              |              |  |
|  |                       |                       |                       |                   |   |                  |                  |                  |  |   |              |              |              |  |
|  | 1                     | Peñarol               | 3                     |                   |   |                  |                  |                  |  |   |              |              |              |  |
|  | 1                     | Peñarol               | 3                     |                   |   |                  |                  |                  |  |   |              |              |              |  |
|  | PI                    | Trouville             | 0                     |                   |   |                  |                  |                  |  |   |              |              |              |  |
|  | PI                    | Trouville             | 0                     |                   | 1 | Peñarol          | 3                |                  |  |   |              |              |              |  |
|  |                       |                       |                       |                   | 1 | Peñarol          | 3                |                  |  |   |              |              |              |  |
|  |                       |                       | 4                     | Defensor Sporting | 2 |                  |                  |                  |  |   |              |              |              |  |
|  | 4                     | Defensor Sporting     | 4                     | Defensor Sporting | 2 | 3                |                  |                  |  |   |              |              |              |  |
|  | 4                     | Defensor Sporting     |                       |                   |   |                  |                  |                  |  |   |              |              |              |  |
|  | 5                     | Hebraica y Macabi     | 0                     |                   |   |                  |                  |                  |  |   |              |              |              |  |
|  | 5                     | Hebraica y Macabi     | 0                     |                   |   |                  |                  |                  |  | 1 | Peñarol      | 1            |              |  |
|  |                       |                       |                       |                   |   |                  |                  |                  |  | 1 | Peñarol      | 1            |              |  |
|  |                       |                       | 2                     | Aguada            | 4 |                  |                  |                  |  |   |              |              |              |  |
|  | 2                     | Aguada                | 2                     | Aguada            | 4 | 3                |                  |                  |  |   |              |              |              |  |
|  | 2                     | Aguada                |                       |                   |   |                  |                  |                  |  |   |              |              |              |  |
|  | PI                    | Malvín                | 0                     |                   |   |                  |                  |                  |  |   |              |              |              |  |
|  | PI                    | Malvín                | 0                     |                   | 2 | Aguada           | 3                |                  |  |   |              |              |              |  |
|  |                       |                       |                       |                   | 2 | Aguada           | 3                |                  |  |   |              |              |              |  |
|  |                       |                       | 3                     | Nacional          | 1 |                  |                  |                  |  |   |              |              |              |  |
|  | 3                     | Nacional              | 3                     | Nacional          | 1 | 3                |                  |                  |  |   |              |              |              |  |
|  | 3                     | Nacional              |                       |                   |   |                  |                  |                  |  |   |              |              |              |  |
|  | 6                     | Cordón                | 1                     |                   |   |                  |                  |                  |  |   |              |              |              |  |
|  | 6                     | Cordón                | 1                     |                   |   |                  |                  |                  |  |   |              |              |              |  |
|  |                       |                       |                       |                   |   |                  |                  |                  |  |   |              |              |              |  |

| Equipo 1                                              | Serie | Equipo 2          | 1.º Juego | 2.º Juego | 3.ºJuego | 4.º Juego | 5.º Juego |
| ----------------------------------------------------- | ----- | ----------------- | --------- | --------- | -------- | --------- | --------- |
| Peñarol                                               | 3 – 0 | Trouville         | 92-87     | 92-64     | 87-77    |           |           |
| Defensor Sporting                                     | 3 – 0 | Hebraica y Macabi | 89-84     | 88-73     | 97-73    |           |           |
| Aguada                                                | 3 – 0 | Malvín            | 91-67     | 83-81     | 100-95   |           |           |
| Nacional                                              | 3 – 1 | Cordón            | 60-73     | 72-66     | 81-68    | 78-66     |           |
| Última actualización: 12 de mayo de 2024 Fuente: FUBB |       |                   |           |           |          |           |           |

| Equipo 1 | Serie | Equipo 2          | 1.º Juego | 2.º Juego | 3.º Juego | 4.º Juego | 5.º Juego |
| -------- | ----- | ----------------- | --------- | --------- | --------- | --------- | --------- |
| Peñarol  | 3 – 2 | Defensor Sporting | 89-74     | 68-87     | 76-80     | 80-61     | 105-66    |
| Aguada   | 3 – 1 | Nacional          | 115-101   | 89-98     | 92-87     | 97-82     |           |

| Equipo 1 | Serie | Equipo 2 | 1.º Juego | 2.º Juego | 3.º Juego | 4.º Juego | 5.º Juego | 6.º Juego | 7.º Juego |
| -------- | ----- | -------- | --------- | --------- | --------- | --------- | --------- | --------- | --------- |
| Peñarol  | 1 – 4 | Aguada   | 65-66     | 90-97     | 95-78     | 74-88     | 71-88     |           |           |

| Campeón de la Liga Uruguaya Aguada 5. título. |